# Viktor Kopp

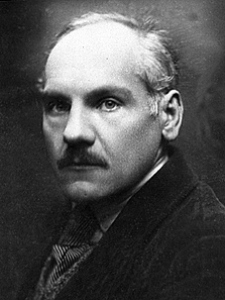
Viktor Kopp, vor 1930

Viktor Kopp oder Wiktor Leontjewitsch Kopp (russisch Виктор Леонтьевич Копп; * 17. Septemberjul. / 29. September 1880greg. in Jalta; † 24. März 1930 in Stockholm) war ein sowjetischer Diplomat.

## Leben
Viktor Kopp schloss sich 1898 den Sozialdemokraten in Russland an. Er organisierte den Schmuggel illegaler politischer Literatur aus Deutschland. 1909 wurde er verhaftet und aus Russland ausgewiesen und arbeitete zeitweise in Wien an der Exilzeitung Prawda mit, bei der auch Leo Trotzki und Adolf Joffe schrieben. 1913 kehrte er nach Russland zurück und wurde 1914 Soldat im Ersten Weltkrieg. Kopp geriet 1915 in deutsche Kriegsgefangenschaft und war bis 1918 inhaftiert.
Kopp wurde 1918 Diplomat für die bolschewistische Regierung und war von 1919 bis 1921 in Deutschland tätig. Zu Beginn gehörte er dem Stab des sowjetischen Botschafters Adolf Joffe in Deutschland an.
1920 wurde Kopp von der deutschen Regierung als Leiter der sowjetischen Repatriierungskommission in Berlin akkreditiert. 1925 bis 1927 war er Diplomat in Tokyo und danach in Stockholm.
Kopp war seit Ende 1924 Mitglied der Russischen Psychoanalytischen Vereinigung und deren Vizepräsident.